# The Lathums

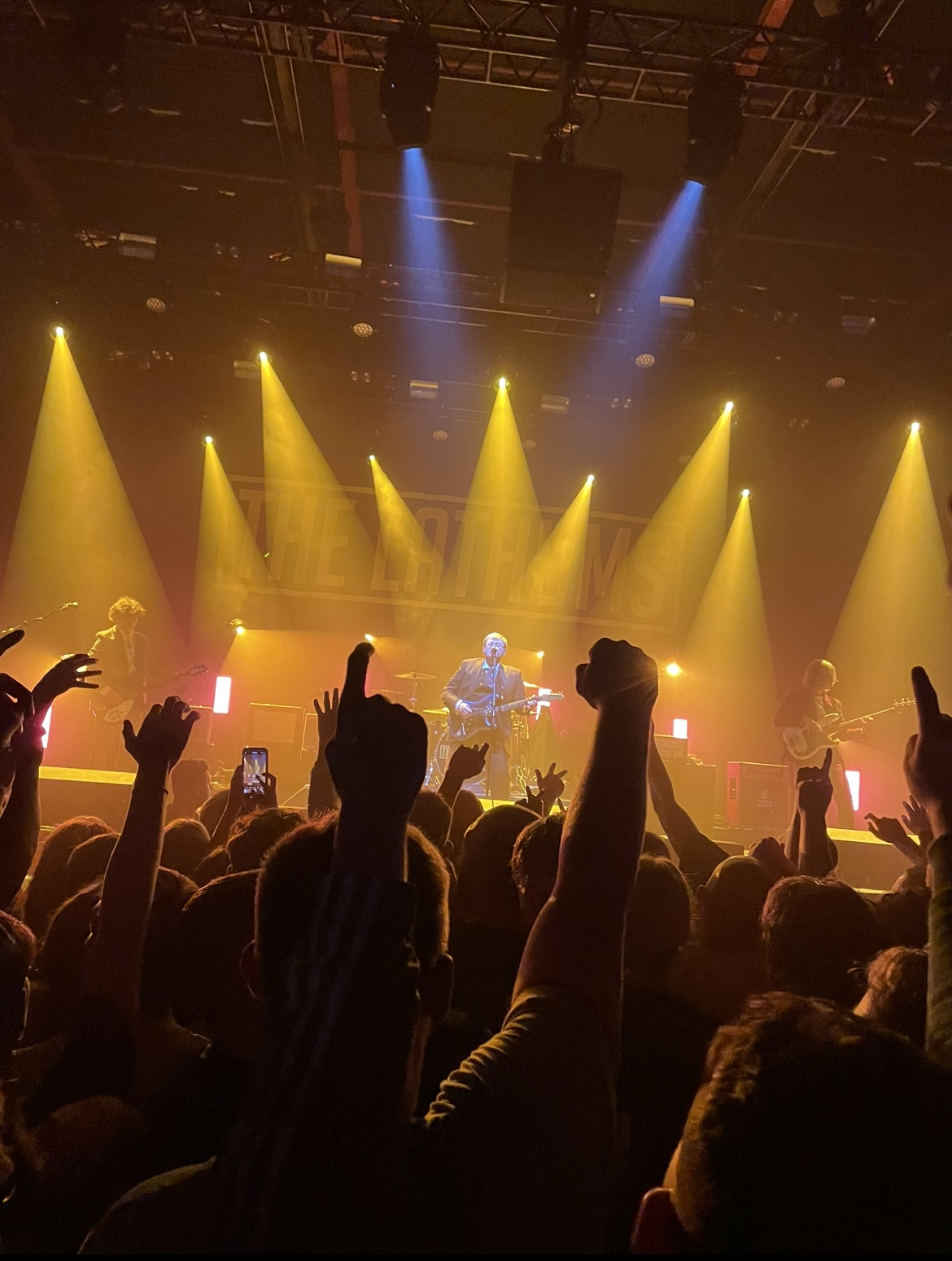
The Lathums bei einem Auftritt im Victoria Warehouse (2021)

Die Lathums sind eine vierköpfige britische Indiepopband aus Wigan in der Nähe von Manchester.

## Bandgeschichte
Die vier Musiker lernten sich auf dem TMP College von Pemberton, einer Musikschule in ihrer Heimatstadt Wigan, kennen. Nach einem gemeinsamen Projekt gründeten sie die Lathums, organisierten erste Auftritte und nahmen im April 2019 im Collegestudio ihre erste Single Crying Out auf. Kopf der Band ist der Sänger Alex Moore, die weiteren Mitglieder sind Gitarrist Scott Concepcion, Bassist Johnny Cunliffe und Schlagzeuger Ryan Durrans. Ihre zweite Single The Great Escape fiel Tim Burgess von den Charlatans auf, der ihnen zu ihrem ersten großen Auftritt beim Festival Kendal Calling verhalf. Die Single wurde zu einem lokalen Hit und brachte ihnen weitere Auftritte als Vorgruppe von Gerry Cinnamon vor großem Publikum. Außerdem veröffentlichten sie eine erste EP mit dem Bandnamen als Titel.
Bereits zu Beginn des folgenden Jahrs organisierten sie eine eigene landesweite Tour, die schnell ausverkauft war. Im März 2020 kam eine weitere EP heraus und sie unterschrieben bei Island Records einen Plattenvertrag. Ein TV-Auftritt bei Later with Jools Holland und eine Fansingle zur Unterstützung des lokalen Profifußballvereins Wigan Athletic folgten. Im Sommer mussten geplante prominente Auftritte wegen der COVID-19-Pandemie abgesagt werden, dafür veröffentlichten sie über das Label ihr Debütalbum The Memories We Make, das eine Zusammenstellung ihrer ersten beiden EPs ist. Auf Anhieb kamen sie damit auf Platz 14 der britischen Charts. Die erste Labelsingle All My Life, die Moore mit 16 Jahren geschrieben hatte, erreichte Platz 1 bei den Vinyl-Singles. Die dritte EP Ghosts erschien im Oktober. Zum Jahreswechsel wurden die Lathums bei Sound of 2021 in die Liste von 10 Interpreten aufgenommen, denen Musikexperten den Durchbruch für das kommende Jahr vorhersagten.

## Diskografie
Alben
- How Beautiful Life Can Be (2021)
- From Nothing to a Little Bit More (2023)
- Matter Does Not Define (2025)

EPs
- Úp Fûk Lätum (2019)
- The Lathums (2019)
- Fight On (2020)
- The Memories We Make (2020)
- Ghosts (2020)

Lieder
- Crying Out (2019)
- The Great Escape (2019)
- All My Life (2020)
- I See Your Ghost (2020)